# Triple produit de Jacobi
En mathématiques, le triple produit de Jacobi, dû à Charles Gustave Jacob Jacobi, est une relation qui exprime les fonctions thêta de Jacobi, normalement écrites sous forme de séries, comme un produit infini. Cette relation généralise plusieurs autres résultats, tels que le théorème des nombres pentagonaux.
Soient x et z des nombres complexes, avec |x| < 1 et z ≠ 0. Alors,,,,

## Reformulations
Ceci peut être vu comme une relation faisant intervenir les fonctions thêta. Prenons {\displaystyle x=\exp(\mathrm {i} \pi \tau )} et {\displaystyle z=\exp(2\mathrm {i} \pi s)} ; le membre de droite est alors la fonction thêta :
{\displaystyle \vartheta (s;\tau )=\sum _{n=-\infty }^{\infty }\exp(\mathrm {i} \pi n^{2}\tau +2\mathrm {i} \pi ns)}.
Le triple produit de Jacobi revêt une forme très compacte sous forme de q-séries : en posant {\displaystyle q=x^{2}} et {\displaystyle c=x^{-1}z}, il se réécrit
ou encore
{\displaystyle (q;q)_{\infty }\;(-cq;q)_{\infty }\;(-q/c;q)_{\infty }=\sum _{n\in \mathbb {N} }(1-c+c^{2}-\dots +c^{2n})c^{-n}q^{n(n+1)/2}\quad (J_{2})},
où les {\displaystyle (a;q)_{\infty }} sont des q-symboles de Pochhammer : {\displaystyle (a;q)_{\infty }=\prod _{k\in \mathbb {N} }(1-aq^{k})}.
Il prend également une forme particulièrement élégante lorsqu'il est exprimé avec la fonction thêta de Ramanujan (en) (en posant q = ab et c = 1/b) : pour {\displaystyle |ab|<1},
{\displaystyle (ab;ab)_{\infty }\;(-a;ab)_{\infty }\;(-b;ab)_{\infty }=\sum _{n\in \mathbb {Z} }a^{n(n+1)/2}b^{n(n-1)/2}}.

## Corollaires
Le théorème des nombres pentagonaux d'Euler se déduit du triple produit de Jacobi en prenant {\displaystyle q=X^{3}} et {\displaystyle c=-1/X} dans {\displaystyle (J_{1})}. On obtient alors l'expression de la fonction d'Euler, :
{\displaystyle \phi (X):=(X;X)_{\infty }=(X^{3};X^{3})_{\infty }(X^{2};X^{3})_{\infty }(X;X^{3})_{\infty }=\sum _{n\in \mathbb {Z} }(-1)^{n}X^{n(3n+1)/2}}.
En prenant {\displaystyle c=\pm 1} dans {\displaystyle (J_{2})}, on obtient :
{\displaystyle \prod _{k\in \mathbb {N} ^{*}}(1-X^{k})^{3}=\sum _{n\in \mathbb {N} }(-1)^{n}(2n+1)X^{n(n+1)/2}\quad {\text{et}}\quad \sum _{n\in \mathbb {N} }X^{n(n+1)/2}=\prod _{k\in \mathbb {N} ^{*}}(1-X^{2k})(1+X^{k})=\prod _{k\in \mathbb {N} ^{*}}{\frac {1-X^{2k}}{1-X^{2k-1}}}}.
On peut se servir du triple produit de Jacobi pour démontrer l'identité du produit quintuple :
{\displaystyle \prod _{m\in \mathbb {N} ^{*}}(1-x^{m})(1-x^{m}z)(1-x^{m-1}z^{-1})(1-x^{2m-1}z^{2})(1-x^{2m-1}z^{-2})=\sum _{n\in \mathbb {Z} }x^{n(3n+1)/2}(z^{3n}-z^{-3n-1})}.